# Požár skladů v Hostivaři (2018)
Požár skladů se odehrával od 8. května až do 9. května 2018 v pražské Hostivaři. V průmyslové oblasti vymezené ulicemi Průmyslová, U továren a U pekáren (bývalá Strojírna O. Podhajský) hořely haly s molitanem a pneumatikami. Požár vypukl kolem 13:00. Kolem 15:00 v objektu vybuchly tlakové lahve a zhroutila se část konstrukce haly. Byl vyhlášen čtvrtý (nejvyšší) stupeň požárního poplachu, došlo k omezení okolní dopravy, po Praze byl viditelný černý dým, který obsahoval nebezpečné částice. U požáru zasahovalo celkem 200 hasičů z 39 jednotek, včetně policejní helikoptéry s hasicím bambivakem. Došlo ke škodě přibližně 45 milionů korun. K dokončení likvidace požáru došlo dopoledne 10. května, zásah tak trval více než dva dny. Během léta 2018 byly v areálu zasaženém požárem odstraněny všechny zbylé budovy.